# Титва
Титва — левый приток Снова, протекающий по Клинцовскому и Стародубскому районах (Брянская область, Россия).
Длина — около 42 км. Русло реки (отметки уреза воды) в нижнем течении (восточнее села Березовка) находится на высоте 145,4 м над уровнем моря, в верхнем течении (восточнее села Душкино) — 163,0 м.
Русло извилистое, шириной 5 и глубиной 1,2 м (приустьевая часть). Русло в верхнем течении выпрямлено в канал (канализировано). Сеть каналов (осушительная система для добычи торфа) в верховье реки интегрирована с сетью каналов в верховье другой реки Туросна (приток реки Ипуть, бассейн Днепра). Пойма в нижнем течении занята лугами и заболоченными участками. Создано несколько прудов. Впадает две безымянные притоки (левая и правая).
Берёт начало выше по течению (изменено природное состояние русла) от пруда, что западнее села Оболешево (Клинцовский район). Река течёт восток, затем — на юг и юго-запад. Впадает в Снов восточнее села Чернятино (Климовский район).
На правобережной террасе в селе Нижнее расположено городище (датируется ранним железным веком), четыре селища и один курганный могильник (XII век). Оборонительные сооружения городища Нижнее-1 не сохранились. Здесь были найдены обломки лепной керамики юхновской культуры.

## Населённые пункты на реке
От истока к устью:
Клинцовский район
1. Оболешево
2. Кневичи
3. Кирковка

Стародубский район
1. Мацковка
2. Селище
3. Литовск
4. Ярцево
5. Белоусов

Клинцовский район
1. Медвёдово

Стародубский район
1. Нижнее